# Arachnura angura
Arachnura angura är en spindelart som beskrevs av Benoy Krishna Tikader 1970. Arachnura angura ingår i släktet Arachnura och familjen hjulspindlar. Inga underarter finns listade i Catalogue of Life.